# 红瓶子草
红瓶子草（學名：Sarracenia rubra）为瓶子草属食虫植物。其种加词“rubra”来源于拉丁文“rubra”，意为“红色”，指其花朵与捕虫瓶的颜色。其分布于美国东南部。

## 形态特征
红瓶子草花朵直径通常为2至4厘米，花茎长16至60厘米。其花瓣圆，萼片略尖，深红色或栗色。雌蕊伞状红绿色。红瓶子草各亚种的花结构基本一致。
红瓶子草各已描述亚种捕虫瓶的大小与形态各不相同。在捕虫瓶形态方面，红瓶子草是猪笼草属中可变性高的。

### 海湾红瓶子草
海湾红瓶子草（S. rubra ssp. gulfensis）的亚种名“gulfensis”指墨西哥湾。其捕虫瓶长12至60厘米，中部及上部接近圆柱形。瓶口宽2至4厘米。瓶盖为圆形或椭圆形，部分植株常拉长。翼宽2至10毫米，靠近瓶口较窄，中部较宽。捕虫瓶通常为绿黄色或橙红色，内表面具红色网纹，瓶盖下表面常为纯红色。少数植株的捕虫瓶通体为猩红色，且内表面具有暗紫色的网纹。

### 红色红瓶子草
红色红瓶子草（S. rubra ssp. rubra）的捕虫瓶直立，长10至35厘米，宽1至2厘米。捕虫瓶基部与中部细长，瓶口处略扩大。翼宽2至10毫米，靠近瓶口与基部较窄而中部较宽。捕虫瓶通常为黄绿色，内表面具红色网纹。瓶盖上表面通常为铜黄色，部分植株为深褐色。其不会产生剑形叶，但在遮荫环境下，其翼会扩大而瓶状部分缩小。

## 生态关系
红瓶子草分布于北卡罗来纳州南部至南卡罗来纳州、佐治亚州、佛罗里达州、阿拉巴马州及密西西比州东南部。

## 种下类群
红瓶子草的分类争议较大，其曾被分出5个亚种，但其中部分亚种后来又被描述为独立物种。其争议在于这些分类处理都是因捕虫瓶形态上的差异作出的，但其花结构仍非常近似。
- S. rubra subsp. rubra
- S. rubra subsp. jonesii [=S. jonesii]
- S. rubra subsp. gulfensis
- S. rubra subsp. alabamensis [=S. alabamensis]
- S. rubra subsp. wherryi [=S. alabamensis subsp. wherryi]

### 海湾红瓶子草
海湾红瓶子草分布于佛罗里达走廊西部。其种群数量在20世纪末已减少了一半。

### 红色红瓶子草
红色红瓶子草原分布于北卡罗来纳州、南卡罗来纳州和佐治亚州东部的大西洋海岸平原。其大部分原生地已被破坏，剩余种群也已变得稀疏与孤立。